# Cavaillon
För andra betydelser, se Cavaillon (olika betydelser).

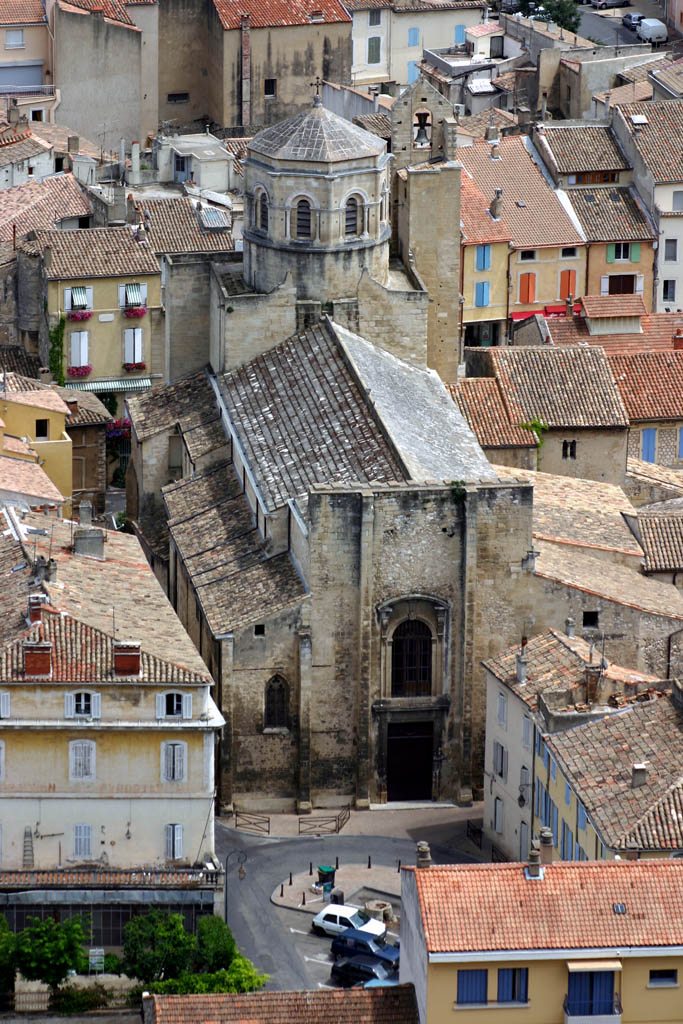
Kyrka i Cavaillon

Cavaillon är en kommun i departementet Vaucluse i regionen Provence-Alpes-Côte d'Azur i sydöstra Frankrike. Kommunen ligger i kantonen Cavaillon som tillhör arrondissementet Apt. År 2022 hade Cavaillon 25 890 invånare.

## Befolkningsutveckling
Antalet invånare i kommunen Cavaillon
| Referens: INSEE |